# Edmond de Rothschild
Pour les autres membres de la famille, voir Famille Rothschild.
Ne pas confondre avec le baron Edmond de Rothschild, banquier franco-suisse (1926-1997)
Le baron Edmond de Rothschild est un banquier, philanthrope et collectionneur français né à Boulogne-Billancourt le 19 août 1845 où il est mort le 2 novembre 1934.

## Biographie

Blason de la famille Rothschild

Cadet du baron James de Rothschild, fondateur de la « branche de Paris » de la maison de banque, et de Betty von Rothschild, il sert dans la Garde nationale pendant la guerre de 1870.
Ses parents s'arrangent pour le fiancer à sa cousine Marguerite de Rothschild, mais elle refuse pour épouser le duc de Guiche.[réf. souhaitée]
Il épouse donc en 1877 sa cousine Adelheid von Rothschild (connue comme Adélaïde) (1853-1935), de la branche de Naples (voir famille Rothschild). Ils auront trois enfants :
- James Armand Edmond, dit « Jimmy » (1878-1957) ;
- Maurice (1881-1957) ;
- Miriam-Alexandrine (1884-1965), collectionneuse d'art impressionniste et post-impressionniste.

Edmond de Rothschild, qui ne prit pas une part active au développement de la maison de banque familiale, fut avant tout un collectionneur et un mécène.
Avec son frère Gustave, il finança les fouilles de Milet, Didymes, Tralles et Magnésie, effectuées en 1873. Il finança également les fouilles de Charles-Simon Clermont-Ganneau en Égypte, d'Eustache de Lorey en Syrie et de Raymond Weyl en Palestine.

### Un des plus grands collectionneurs de son temps
Ami d'Ernest Hébert, Jean-Jacques Henner, Aimé Morot, Eugène Guillaume et Léon Bonnat, il réunit une célèbre collection de boîtes en or et de miniatures (aujourd'hui à Waddesdon Manor, Grande-Bretagne, dont son fils aîné hérita).
Membre du Conseil des Musées, il fait don au musée du Louvre du célèbre trésor d'argenterie de 110 pièces trouvé en 1895 à Boscoreale, près de Pompéi.
Il est également un mécène pour certains musées de province et de Paris. En 1907, par exemple, il participe financièrement à la fondation de la Société des Amis du Muséum national d'histoire naturelle. Déjà en 1902, il avait aussi fait don, au Muséum national d'histoire naturelle, de quelques spécimens fossiles destinés à la « Vitrine des grands carnassiers », de nos jours encore en exposition dans la galerie de Paléontologie.
Il offre un ensemble rare de manuscrits et d'autographes à la Bibliothèque nationale, ce qui lui valut d'être élu membre libre de l’Académie des beaux-arts au fauteuil d'Henri Bouchot (1906). D'autres manuscrits sont conservés à la BnF, au Metropolitan Museum of Art, au Getty Museum, au musée d'Israël à Jérusalem.
En 1907, il offre un tableau de Louis Timmermans, acheté lors du Salon des artistes français, au Musée de Dieppe.
En 1913, il offre le tableau Tricoteuse (1911) de Maurice Grün, acheté lors du Salon des artistes français au Musée des Beaux-Arts de Vannes.
À sa mort ses héritiers font don au musée du Louvre d’un ensemble de 3 000 dessins du XVIIIe siècle et de 43 000 estampes anciennes (dont un magnifique fond d'eaux-fortes).
Membre de la Société des Amis des Sciences, il contribua à la création de l’Institut de biologie physico-chimique (1927), de l’Institut Henri Poincaré et de la Maison de l’Institut de France à Londres (1919), et finança également la Casa de Velázquez à Madrid.

### Engagement en Palestine ottomane

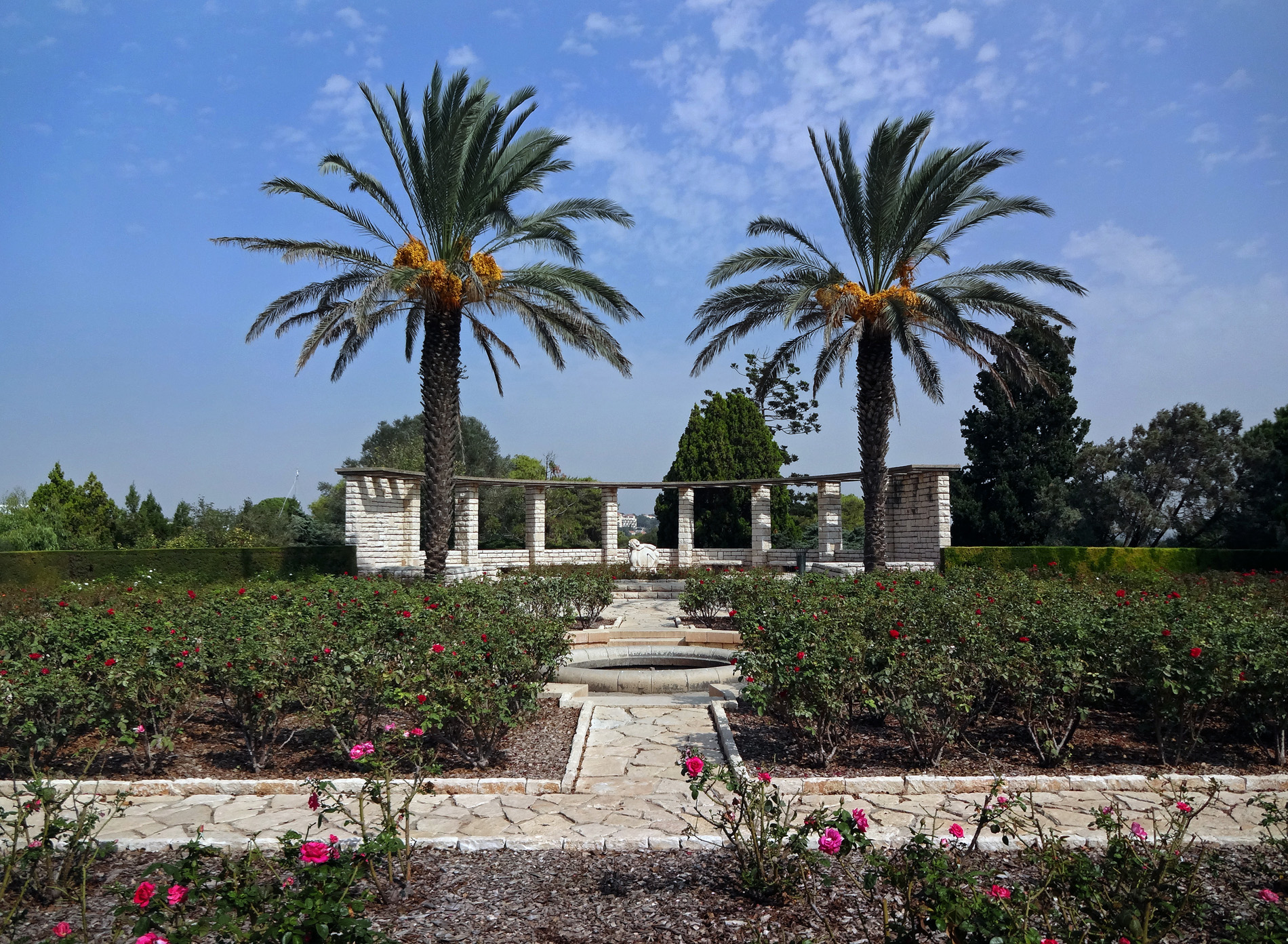
Jardins du Mémorial de Ramat Hanadiv.

À partir de 1882 — c'est-à-dire avant la création du mouvement sioniste de Theodor Herzl en vue de la création d'un État juif, auquel il n'adhéra pas — il commence à acheter des terres en Palestine et devint un des plus actifs soutiens du retour de Juifs en Israël, finançant leur premier établissement agricole à Rishon LeZion. Il est l'un des hommes clefs de la réussite de la première Aliyah (1881-1890).
En 1899, il transfère 25 000 hectares de terres agricoles palestiniennes, ainsi que les colonies qui s'y trouvaient, à la Jewish Colonization Association (ICA) et continua à la soutenir financièrement.
Contrairement aux autres Rothschild, il attachait une grande importance à cette entreprise et fit cinq voyages en Palestine (mai 1887, printemps 1893, février 1899, février 1914, mai 1925) pour y suivre le développement des établissements qu'il finançait. Il développe en particulier la colonie de Zikhron Yaakov, nommée en hommage à son père Jacob (James). Il aida les Juifs de Russie chassés par les pogroms à créer des vignobles autour du mont Carmel mais échoua à développer, comme à Grasse, l'industrie du parfum.
En 1924, il créa la Palestine Jewish Colonization Association (en) (JICA, indépendante de l'Organisation sioniste), qui acquiert plus de 500 km2 (50 000 hectares) de terrain.
On estime qu'il dépensa plus de 50 millions de dollars dans ces entreprises.
En avril 1954, sa dépouille et celle de sa femme sont exhumées du cimetière du Père-Lachaise(division 7) et transportées en Israël sur une frégate militaire. À Haïfa, le navire est salué par des sirènes et des coups de canon. Des funérailles nationales ont lieu au cours desquelles l'ancien Premier ministre David Ben Gourion lit l'éloge funèbre. Edmond de Rothschild et sa femme sont inhumés au Mémorial de Ramat HaNadiv (en).

## Résidences

### «L'hôtel le plus princier de Paris»
En 1876, Edmond de Rothschild, à 32 ans, acquiert aux héritiers de Michaela Almonaster y Rojas (1795-1874), épouse en 1811 de son cousin le baron Célestin Delfau de Pontalba (1791-1878), l'hôtel de Pontalba, 41, rue du Faubourg-Saint-Honoré (aujourd’hui résidence de l’ambassadeur des États-Unis), que celle-ci avait acquis en juin 1836 et fait démolir en 1839 (sauf une partie de la loge du gardien, XVIIIe siècle) pour être reconstruit par Louis Visconti.
Elle y fit réutiliser des éléments architecturaux (frontons) et décoratifs - panneaux laqués provenant du « salon chinois » (1723) de l'ex-hôtel du Maine puis d'Avary - de demeures menacées de destruction.
Le domaine avait appartenu successivement aux d'Aguesseau, en 1751 à la marquise de Poyanne, ensuite au prince de Chalais (Talleyrand-Périgord), au comte Louis de Mortefontaine qui le transmit en 1807 à sa fille, marquise de Boisgelin.
Edmond le fit presque entièrement remodeler et agrandir par Félix Langlais, qui changea la façade à colonnes, et côté jardin ajouta deux ailes symétriques, éleva la toiture, et y fit remonter des boiseries de 1740 provenant de l’ancien hôtel Samuel Bernard, situé 46, rue du Bac détruit lors du percement du boulevard Saint-Germain par Haussmann - déposées en 1948 puis offertes au musée d’Israël - ainsi qu'une partie de l'important ensemble des boiseries de  l'Hôtel de Biron (ex Peyrencde Moras), aujourd'hui musée Rodin, acquis par les Rothschild.
Un fumoir, aménagé en 1890 dans le goût orientaliste d'après un projet de l'architecte Ambroise Baudry (frère du peintre Paul Baudry), accueillait d'importantes collections d'art décoratif islamique.
En 1935 le projet de son fils Maurice, qui en avait hérité, de l'agrandir par une galerie-salle de bal, resta sans suite; en 1937 l'hôtel fut partiellement vidé de ses très riches collections (dessins et estampes léguées au musée du Louvre), et à partir de juin 1940, Hermann Goering, chef de l'aviation nazie, y installait le siège de son ministère (un album de photographies allemandes montre des vues de l'hôtel à cette époque) ; les œuvres d'art qui s'y trouvaient encore furent saisies et inventoriées.
En 1945 l'hôtel démeublé est loué à la British Royal Air Force, puis en 1948 dépouillé de ses parquets et boiseries - celles de l'ex-hôtel Bernard furent remplacées par des copies en stuc - balustrades en fer forgé et rampes d'escaliers… avant d'être vendu au gouvernement des États-Unis, qui y mit ses bureaux jusqu'en 1966 avant d'en faire, après restauration (1967-1969), la résidence officielle de ses ambassadeurs en France, jusque-là installés au 2, avenue d'Iéna.

### Un amateur passionné de jardins
À Boulogne-Billancourt, il possédait le château Rothschild de style Louis XIV reconstruit en 1855 pour son père ; il y apparaît dans Les Jardins de la fortune de Marcel Gaucher (1985), fils du nouveau régisseur du parc en 1924.
Le 4 juillet 1925 il y pria Georges Clemenceau, amateur et collectionneur d'art asiatique, qui évoque trop brièvement le jardin disparu :
"Un parc éblouissant de fraîcheur par l'effet des pluies. Un jardin japonais comme il n'y en a pas peut-être au Japon (...). Le maître de maison m'a rapporté de Rhodes les photos d'une statue que j'admire beaucoup moins que lui. Les convives partis, nous allons nous asseoir au fond d'une maison japonaise et nous parlons à tort et à travers".
(lettre à Marguerite Baldensperger, 5/07/1925, Lettres à une amie, Gallimard, 1970, p. 173).
Il détenait également le château d'Armainvilliers à Tournan-en-Brie (Seine-et-Marne), ancienne propriété des Pereire, édifié de 1880 à 1900 dans le style anglo-normand par Félix Langlais et Émile Ulmann sur un terrain acquis en 1877 d'Auguste Stanislas Marie Mathieu de La Rochefoucauld, duc de Doudeauville (1822–1887).
Avec le domaine de Ferrières contigu, autre propriété Rothschild, il représentait 7 000 hectares, soit la superficie de Paris.
Le parc, « particulièrement imposant et luxueux » à son époque, dû à Laîné - qui travailla aux jardins de Vaux-le-Vicomte pour les Sommier - a nécessité d’immenses travaux de terrassement et de vallonnement; ainsi il fallut 100 ouvriers pour construire les berges et l'entourage de l'étang, créé pour attirer les canards sauvages et qui est resté le plus vaste de la Brie (80 hectares).
Les arbres y furent disposés avec soin, des sequoias géants de Californie aux longues avenues de peupliers, selon leurs formes et couleurs, afin de créer une œuvre d'art dont l'entretien exigeait 40 personnes ; ainsi, l'herbe y était tondue en vagues semi-circulaires pour suivre les contours de la façade du château.
En 1997, le domaine appartenait au roi du Maroc. Il fut revendu en 2008, par Mohammed VI, (qui en avait hérité de son père), à Esam Janahi, un financier de la mouvance islamique.